# London River
London River is een Frans-Brits-Algerijnse film van Rachid Bouchareb die werd uitgebracht in 2009.

## Verhaal
Ousmane, een oudere zwarte moslim die in Frankrijk woont, en Elisabeth Sommers, een 55-jarige Engelse die op de Kanaaleilanden woont, reizen beiden af naar Engeland omdat ze geen nieuws van hun kinderen meer gekregen hebben sinds de terroristische aanslagen in Londen van 7 juli 2005. Hun kinderen studeerden in de Engelse hoofdstad. Tijdens hun zoektocht ontmoeten Ousmane en Elisabeth elkaar. Ze zijn erg verschillend maar de hoop hun kind op het spoor te komen brengt een toenadering teweeg en zal hun leven grondig veranderen.

## Rolverdeling
- Brenda Blethyn: Elisabeth Sommers
- Sotigui Kouyaté: Ousmane
- Francis Magee: de Engelse inspecteur
- Sami Bouajila: de Imam
- Roschdy Zem: de slager
- Marc Baylis: Edward
- Bernard Blancan: de bosarbeider
- Diveen Henry: de inspectrice